# Kennebunk
Kennebunk è una città degli Stati Uniti d'America, nella contea di York, nello Stato del Maine. La popolazione era di 10.476 abitanti nel censimento del 2000. Kennebunk fu fondata nel 1620.

## Monumenti e luoghi d'interesse

### Architetture civili
- Wedding Cake House (1825-segg.), considerata la casa più fotografata del Maine[1][2][3]